# Кайсері – Конья – Ізмір
Кайсері – Конья – Ізмір – один з основних елементів газотранспортної системи Туреччини, який забезпечує живлення південного заходу країни.
У 2001 році в Туреччині ввели в дію трубопровід Тебриз – Анкара, по якому почались поставки іранського газу до центральної частини країни. Того ж року проклали виконане в діаметрі 1000 мм відгалуження від Кайсері у південно-західному напрямку до Коньї, яке стало першим кроком у газифікації південно-західних регіонів.
В 2005 році стала до ладу ділянка, яка пролягла від Коньї у західному напрямку до Назіллі, а через два роки трубопровід продовжили через Денізлі та Айдин до Ізміру на егейському узбережжі. Діаметр труб на цих ділянках так само становив 1000 мм.
Поряд з Ізміром на той час вже працював термінал для прийому зрідженого природного газу в Аліага, так що утворився наскрізний маршрут від Кайсері до Ізміру, що міг наповнюватись ресурсом як зі сходу (іранський та азербайджанський газ), так і з заходу (імпортний ЗПГ різного походження).
Із ділянкою Кайсері – Конья сполучене підземне сховище газу Туз-Голу.
Від трубопроводу споруджено цілий ряд відгалужень, зокрема, Конья – Сейдишехір, Дінар – Анталія та Айдин – Мугла.